# Dieter Quester
Dieter Quester (ur. 30 maja 1939 roku w Wiedniu) – austriacki kierowca wyścigowy.

## Kariera
Austriak słynął głównie z sukcesów w Europejskich Mistrzostwach Samochodów Turystycznych (obecnie WTCC). Triumfował w niej aż czterokrotnie w latach 1968–1969, 1977 oraz 1983. Poza tym zapisał się również w historii Grand Prix Makau, w której odniósł zwycięstwo w 1970 roku. Wystąpił też w jednej rundzie sezonu 1974 Formuły 1 podczas rodzinnego Grand Prix Austrii, w ekipie Surtees. W pierwszym i ostatnim wyścigu w swojej karierze w F1 zajął wysokie 9. miejsce. Jego debiut mógł nastąpić już w 1969 roku w zespole BMW podczas wyścigu o Grand Prix Niemiec, jednak ekipa wycofała się po śmiertelnym wypadku Gerharda Mittera w trakcie treningu.